# Danh sách tính năng loại bỏ trên Windows Phone 7.0
Trong khi Windows Phone chứa nhiều tính năng mới,một số tính năng và chương trình một phần trong phiên bản Windows Mobile 6.5 bị gỡ bỏ hoặc thay đổi.
Dưới đây là một số tính năng hiện có trên Windows Mobile 6.5 nhưng đã bị gỡ bỏ trên Windows Phone 7.0.

## Gọi
- Danh sách cuộc gọi hiện là danh sách đơn, và không thể tách ra thành gọi đến, gọi đi hoặc gọi nhỡ[3]

## Đồng bộ
- Windows Phone không hỗ trợ đồng bộ USB với Lịch, Danh bạ, Tác vụ và Ghi chú của Microsoft Outlook đối lập với phiên bản cũ của Windows Mobile với Desktop ActiveSync.[4][5] Đồng bộ Danh bạ và and Cuộc hẹn được thực hiện thông qua dịch vụ đám mây (Windows Live, Google, hoặc Exchange Server), và không có phương thức đồng bộ trực tiếp với PC được cung cấp.[6] Phần mềm thứ ba, như Akruto Sync, cung cấp một số chức năng này.[7][8] Một kiến nghị với Microsoft đã trình lên để yêu cầu đồng bộ USB cho Outlook.[9]

## Khác
- Adobe Flash[10]

## Các chức năng được tích hợp trên Windows Phone 7.5
- Internet sockets[11]
- Cắt, sao chép và dán[12]
- Một phần đa nhiệm cho ứng dụng thứ 3[13]
- Kết nối Wi-Fi với ẩn SSID, nhưng không có WPA[14][15][16]
- Tethering đến máy tính[17][19][20]
- Nhạc chuông tùy chọn[21]
- Phổ biến hộp thư đến email[22]
- Tin nhắn USSD[23]
- Gọi VoIP thông qua một ứng dụng riêng biệt[11][24]

## Các chức năng được tích hợp trên 8.0
- Loại bỏ SD cards[25][28]
- USB mass-storage[29]
- Chuyển đổi tập tin qua Bluetooth[30]
- Kết nối Wi-Fi với cả hai ẩn SSID và bảo vệ WPA[15]
- Sideloading cho các ứng dụng doanh nghiệp[25]
- Gọi VoIP và IP tích hợp trong ứng dụng Điện thoại[30][31]
- Hỗ trợ tài liệu văn phòng với quyền bảo vệ [note 1]
- Mã hóa trên thiết bị[33]
- Mật khẩu mạnh[3]
- Hỗ trợ Exchange đầy đủ[note 2]
- Ứng dụng gốc
- Hình nền đa nhiệm đầy đủ[35]

## Các chức năng được tích hợp trên Windows Phone 8.1
- IPsec bảo vệ (VPN)
- Quản lý tập tin toàn hệ thống
- Chế độ xem theo 'Tuần' trên ứng dụng Lịch
- Tìm kiếm khái quát
- UMTS/LTE Videocalling[36]